# Боргофорте
Боргофорте (итал. Borgoforte) — коммуна в Италии, располагается в регионе Ломбардия, подчиняется административному центру Мантуя.
Население составляет 3278 человек, плотность населения составляет 86 чел./км². Занимает площадь 38 км². Почтовый индекс — 46030. Телефонный код — 0376.
В коммуне имеется приходской храм Иоанна Крестителя, покровителя коммуны. Его мученичество особо поминается 29 июня.

## История
17-18 июля 1866 года в ходе Австро-прусско-итальянской войны в Боргофорте произошёл бой между австрийскими и итальянскими войсками, в ходе которого итальянцы потеряли убитыми 29 человек, а австрийцы 21. В военном деле это столкновение было примечательно тем, что при Боргофорте впервые был использован огонь нарезных орудий по временным укреплениям, что сразу вскрыло ряд недостатков последних и потребовало внесения срочных изменений в фортификации.